# Ivan Messina
Ivan Carmelo Messina (Catania, 6 luglio 1988) è un cestista italiano.
Playmaker di basket in carrozzina, in totale ha giocato 82 partite segnando 387 punti con il CUS Catania in Serie B, per poi giocare in Serie A con Giulianova, Taranto e Reggio Calabria. Con gli abruzzesi ha vinto lo scudetto nel 2022-'23.

## Palmarès
- Campionato italiano: 1
Amicacci Giulianova: 2022-2023